# Mediànikovo
Mediànikovo (en rus: Медяниково) és un poble de l'óblast de Saràtov, a Rússia, segons el cens del 2010 tenia 292 habitants. Pertany al districte municipal de Voskressénskoie.